# Raman Parimala
Raman Parimala (née le 21 novembre 1948) est une mathématicienne indienne connue pour ses contributions à l'algèbre. Elle est professeure de mathématiques à l'université Emory.

## Biographie
Raman Parimala est née le 21 novembre 1948 et a grandi à Tamil Nadu, en Inde. Elle étudie au Saradha Vidyalaya Girls' High School et au Stella Maris College à Chennai. Elle reçoit son M. Sc. à l'université de Madras (1970) et son Ph. D. à l'université de Mumbai (1976) supervisée par Ramaiyengar Sridharan (en) de TIFR. Elle est professeure émérite de mathématiques à l'université Emory. Durant de nombreuses années, elle a été professeur au Tata Institute of Fundamental Research (TIFR), Bombay.
Elle a prouvé avec Eva Bayer-Fluckiger la conjecture de Serre II (en), conjecture concernant la cohomologie galoisienne.

## Prix et distinctions
Parimala est conférencière invitée au Congrès International des Mathématiciens à Zurich en 1994 et donne une conférence « Étude des formes quadratiques — certains liens avec la géométrie ». Elle est conférencière plénière lors du congrès d'Hyderabad en 2010 et donne une conférence intitulée « Arithmétique des groupes algébriques linéaires sur les corps de dimension deux ».
- Membre de l'Indian Academy of Sciences[1].
- Membre de l'Académie nationale des sciences indienne (en)[1].
- Shanti Swarup Bhatnagar Prize for Science and Technology en 1987[1].
- Docteur honoris causa de l'université de Lausanne en 1999[1].
- Prix du Centenaire de la naissance de Srinivasa Ramanujan en 2003[1].
- Prix des mathématiques de The World Academy of Sciences en 2005[1].
- Fellow de l'American Mathematical Society (2012)[7].
- Lauréate de la Noether Lecture en 2013.
- Membre du jury du prix Abel en 2021-2022[8].

## Sélection de publications
- Failure of a quadratic analogue of Serre's conjecture, Bulletin de l'AMS, vol. 82, 1976, p. 962-964 lien Math Reviews
- Quadratic spaces over polynomial extensions of regular rings of dimension 2, Mathematische Annalen, vol. 261, 1982, p. 287-292 DOI 10.1007/BF01455449
- avec Eva Bayer-Fluckiger : Galois cohomology of the Classical groups over fields of cohomological dimension≦2 - Inventiones mathematicae, 1995 - Springer DOI 10.1007/BF01231443
- avec V. Suresh et R. Sridharan : Hermitian analogue of a theorem of Springer - Journal of Algebra, 2001 - Elsevier DOI 10.1006/jabr.2001.8830
- avec E Bayer-Fluckiger : Classical groups and the Hasse principle - Annales de Mathématiques, 1998 - jstor.org[9] DOI 10.2307/120961
- avec V. Suresh : The μ-invariant of the function fields of p-adic curves, 2007[10].